# Maxi Arland
Pour les articles homonymes, voir Arland.
Maxi Arland, de son vrai nom Maximilian Mühlbauer, né le 26 mars 1981 à Neuenbürg, est un chanteur et animateur de télévision allemand.

## Biographie
Maxi Arland est le fils du compositeur Henry Arland et petit-fils du compositeur Rolf Arland. En 1993, il fait un trio instrumental avec son père et son frère Hansi qui prend la première place du Volkstümlichen Hitparade. L'année suivante, il remporte le Grand Prix der Volksmusik avec le titre Echo der Berge.
Il fait une carrière et participe cinq fois à ce concours. De 1996 à 2006, il est animateur radio sur Radio Melodie.
Depuis 2004, il présente Musikantendampfer sur l'ARD. Il est aussi animateur pour la MDR, la RBB et la BR. Depuis 2006, Arland participe au spectacle du réveillon à la porte de Brandebourg. En 2012 et 2013, il présente des programmes de l'ARD réalisés de l'Internationale Funkausstellung Berlin. Depuis l'automne 2013, il anime Schwer Verliebt sur Sat.1 et fit deux saisons en compagnie de Britt Hagedorn.
En tant que chanteur et présentateur, Maxi Arland fait chaque année des tournées et participe à des festivals dans toute l'Allemagne.

## Discographie
- 2002 : Je t'aime – I love you – Ich liebe Dich
- 2004 : Träumen ist doch keine Sünde
- 2006 : Zwischen Himmel und Liebe
- 2007 : Danke Roy
- 2009 : Sag ja zu mir
- 2009 : Weihnachten mit Maxi Arland
- 2010 : Aus Liebe
- 2012 : Magische Momente
- 2015 : Ein genialer Tag

## Source de la traduction
- (de) Cet article est partiellement ou en totalité issu de l’article de Wikipédia en allemand intitulé « Maxi Arland » (voir la liste des auteurs).